# Ford Fiesta S2000
Ford Fiesta S2000 (dostępny także jako Ford Fiesta RRC) – samochód rajdowy kategorii Super 2000 zbudowany przez brytyjską firmę M-Sport. Konstrukcja bazuje na seryjnym Fordzie Fiesta siódmej generacji. Rajdowy debiut samochodu miał miejsce podczas 78. Rajdu Monte Carlo w 2010 r. Dwie Fiesty S2000 były prowadzone przez fabrycznego kierowcę zespołu Forda – Fina Mikko Hirvonena oraz Francuza Juliena Maurina. Zawody wygrał Hirvonen.
Zgodnie z regulaminem budowy samochodów Super 2000, Fiesta S2000 napędzana jest czterocylindrowym, wolnossącym silnikiem benzynowym. Wersję RRC (ang. Regional Rally Car) napędza czterocylindrowy silnik o pojemności 1,6 litra, wzmocniony turbosprężarką z regulaminową, 30-milimetrową zwężką.
Przednie i tylne zawieszenie Fiesty S2000 oparto na regulowanych kolumnach McPherson firmy Reiger. Przednie i tylne hamulce składają się tarcz wentylowanych (tzw. tarcza pływająca) i 4-tłoczkowych zacisków firmy Brembo. W specyfikacji asfaltowej tarcze mają wymiary 355 mm (przód) i 300 mm (tył). Na szuter stosuje się 300-milimetrowe tarcze z przodu i z tyłu. Koła na nawierzchnie asfaltową mają wymiary 8"x18", a na szuter 6,5"x 15".

## Galeria

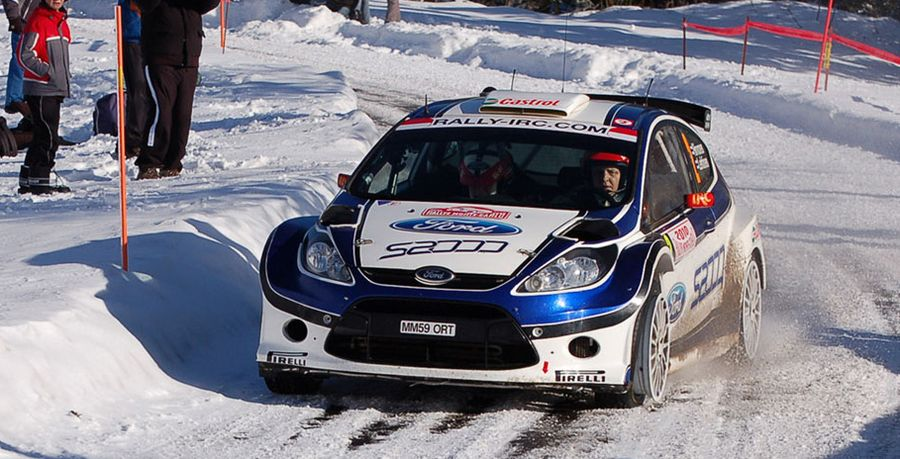
Mikko Hirvonen podczas 78. Rajdu Monte Carlo
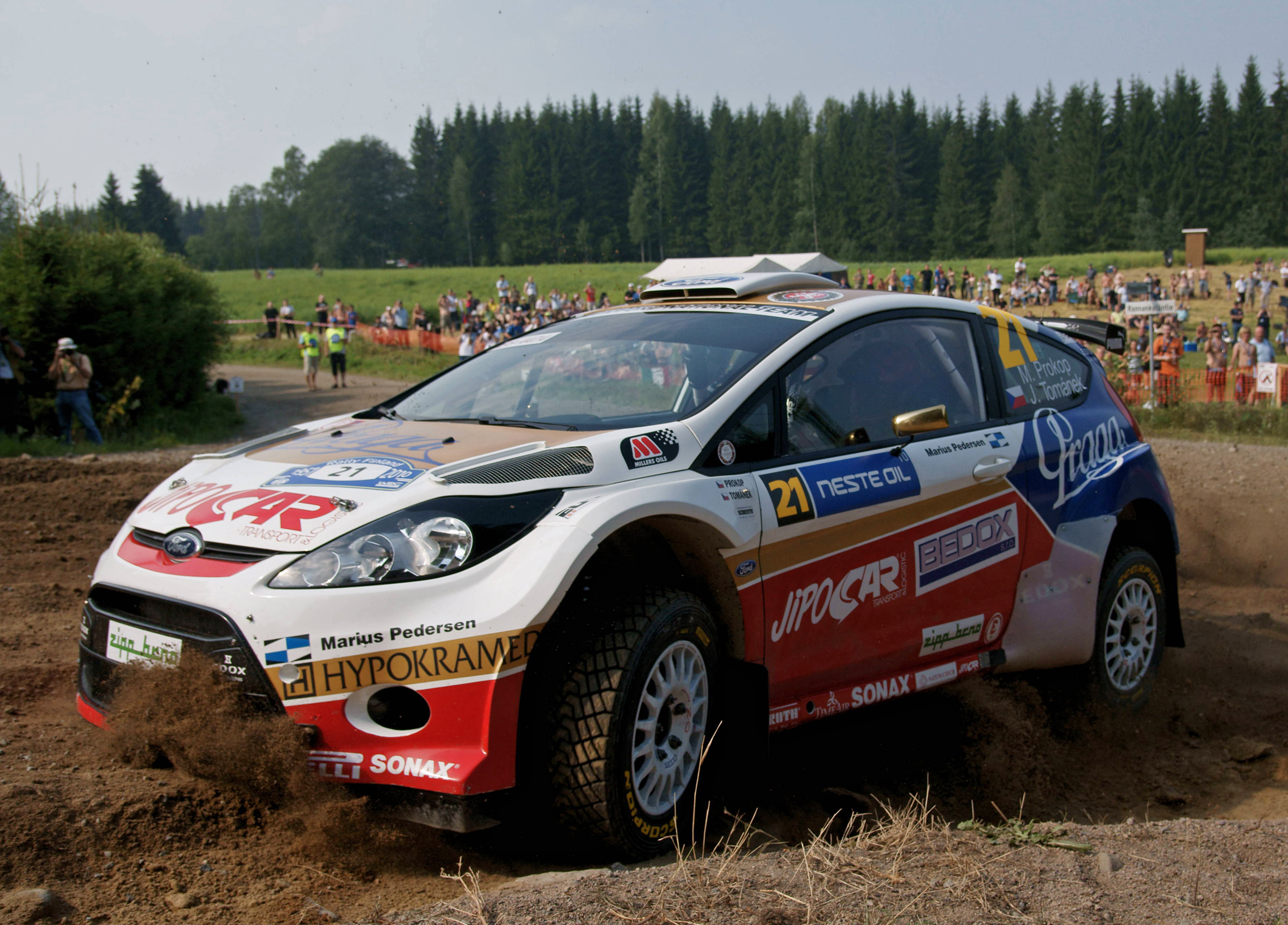
Martin Prokop w 60. Rajdzie Finlandii
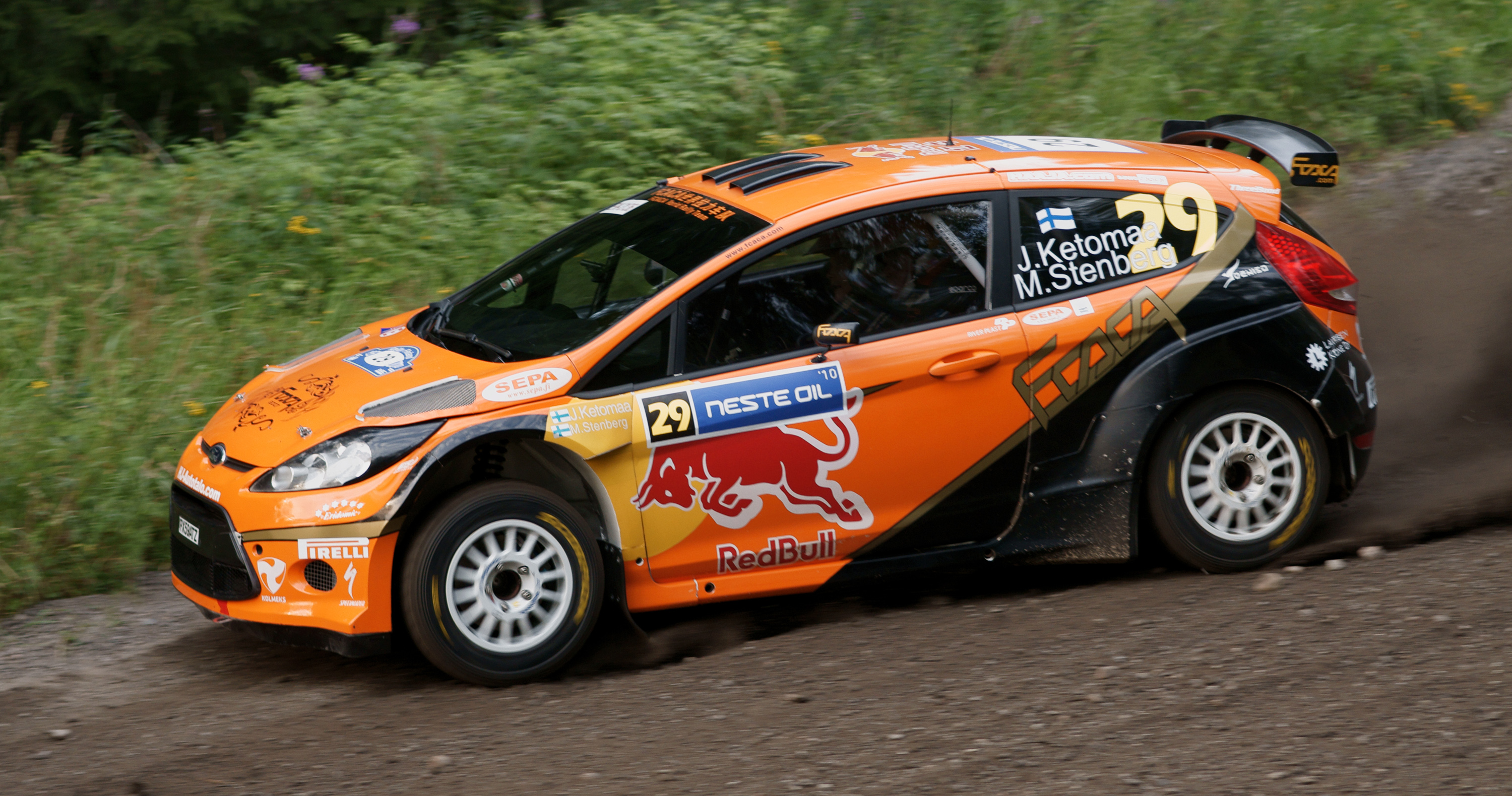
Jari Ketomaa w 60. Rajdzie Finlandii
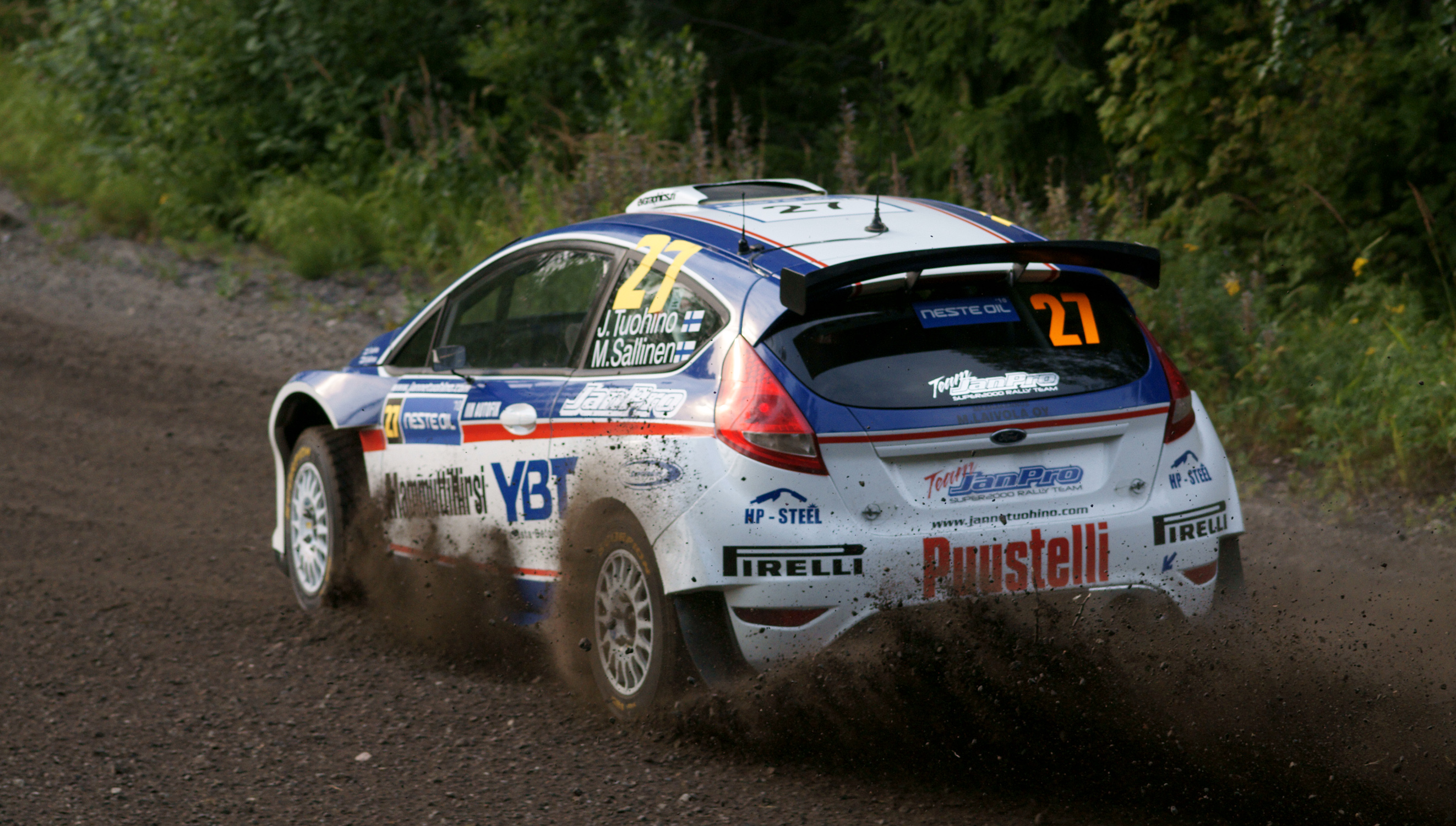
Janne Tuohino w 60. Rajdzie Finlandii
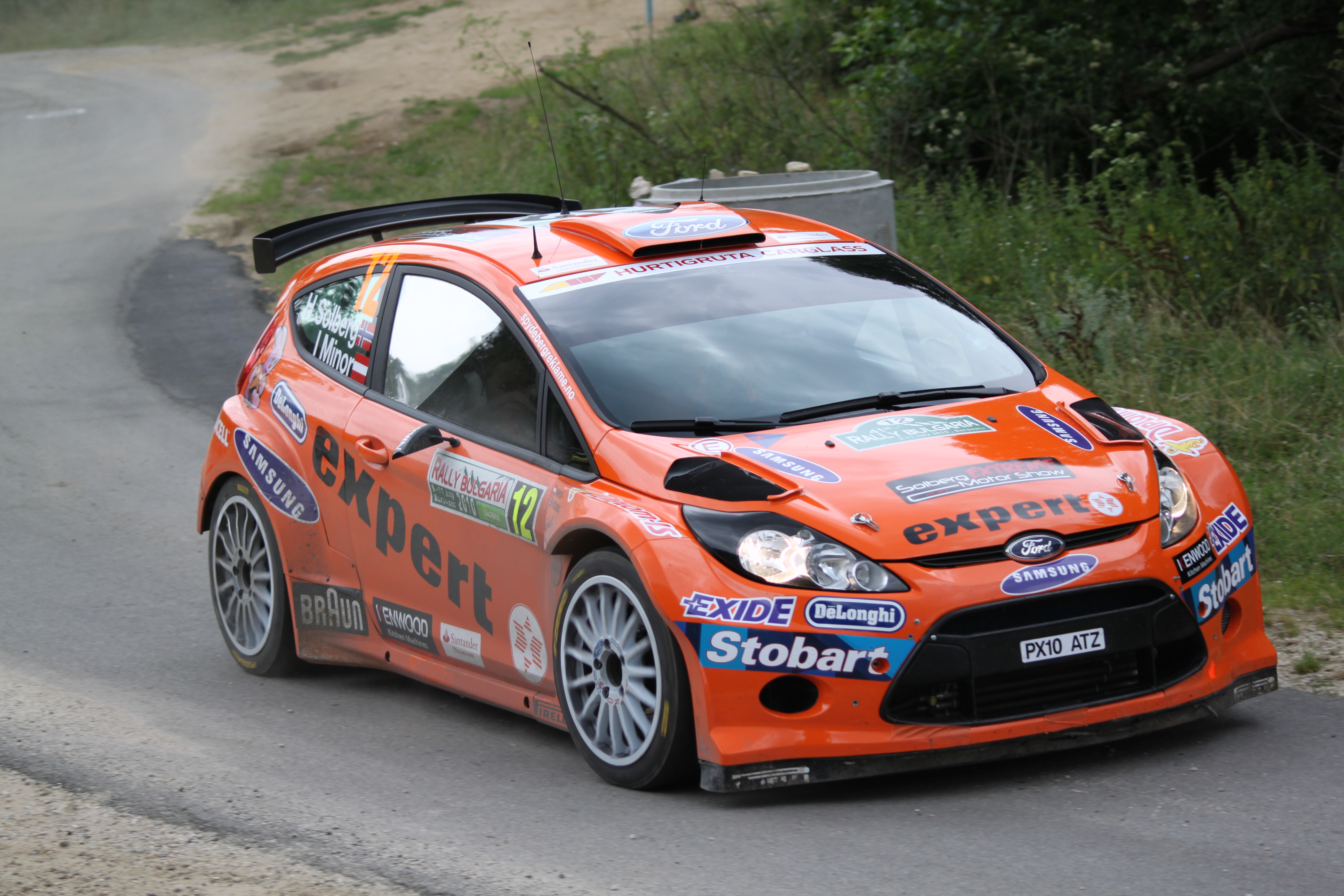
Henning Solberg w 41. Rajdzie Bułgarii